# Alyssum samium
Alyssum samium är en korsblommig växtart som beskrevs av William Russel Dudley och Christodoulakis. Alyssum samium ingår i släktet stenörter, och familjen korsblommiga växter. Inga underarter finns listade i Catalogue of Life.